# MGI Entertainment
MGI Entertainment je australska marketinška agencija koja se fokusira na partnerstva slavnih s Istoka i Zapada. Sjedište tvrtke je u Sydneyu, Novi Južni Wales, Australija, a ima urede u Šangaju u Kini i New Yorku u SAD-u.

## Povijest
Tvrtku je 2010. godine osnovao Michael MacRitchie. Kasnije je MGI Artists osnovan kao odjel tvrtke. MGI Entertainment je 2013. surađivao s Bradom Pittom stvarajući kampanju za automobile Cadillac. Nakon toga, prodaja tvrtke porasla je za 40%. Godine 2015. MGI je sklopio ugovor između JORYE i Jessice Albe, a 2016. se Sophie Turner udružila se s MGI Entertainment. U 2019. godini pokrenuta je serija kampanja „Okus Australije“. Agencija je 2020. stvorila promociju za prikupljanje novca za australijsku organizaciju za spašavanje hrane OzHarvest.

## Usluge
MGI Entertainment nudi oglašavanje, PR kampanje, licenciranje za korporativne i poznate klijente.

## Uprava
Michael MacRitchie jedan je od osnivača tvrtke MGI Entertainment. Također je producent u Taste of Australia (Kina). Dr. Ian MacRitchie, počasni doktorat ACU-a od 2014., je predsjednik tvrtke. U MGI Entertainmentu radi 11-50 zaposlenika.